# María José Alfonso
María Josefa Alfonso Mingo (Madrid, 17 de marzo de 1940) es una actriz española.

## Biografía
Tras estudiar Arte Dramático debuta en teatro con la obra La fierecilla domada, que protagonizan Fernando Fernán Gómez y Analía Gadé. Poco después, se inicia en el cine con Vuelve San Valentín (1962), de Fernando Palacios. Seguirían títulos como La gran familia (1962) o La niña de luto (1963), de Manuel Summers, que la convierte en una relevante promesa del cine español del momento.
En los años siguientes desarrolla su labor como actriz en cine, teatro y televisión.
Como actriz cinematográfica compagina títulos de prestigio, como Con el viento solano (1965), de Mario Camus, El cielo abierto (2001), de Miguel Albaladejo con comedias intrascendentes, como Manolo la nuit (1973), de Mariano Ozores, en la que fue galardonada con el premio del Sindicato Nacional del Espectáculo a la mejor interpretación femenina estelar o La familia, bien gracias (1979), de Pedro Masó.
Sobre las tablas ha desarrollado una sólida carrera a lo largo de 50 años, interpretando a autores como Valle-Inclán, Enrique Jardiel Poncela, Jaime Salom o Antonio Gala.
En televisión debuta en 1961 con el programa Escala en hi fi, de Fernando García de la Vega, donde interpreta canciones de otros utilizando la técnica del play back.
Participa en una cincuentena de espacios dramáticos en los programas Estudio 1, Novela, Teatro de siempre y otros. Destaca su interpretación en piezas como Arsénico y encaje antiguo, de Joseph Kesselring (1964); El sí de las niñas (1967) de Leandro Fernández de Moratín; Los verdes campos del Edén (1967), de Antonio Gala; La casa de las chivas (1978), de Jaime Salom o Margarita y los hombres (1981), de Edgar Neville. También intervino en la película de TV La gran familia... 30 años después.
Además protagoniza las series Doce lecciones de felicidad conyugal (1969), de Luis Calvo Teixeira, junto a Pedro Osinaga, Los maniáticos (1974), de Fernando García de la Vega, con José Sazatornil y Platos rotos (1985), con Luisa Sala y Verónica Forqué y Por fin solos (1995), con Alfredo Landa, además de participar en el episodio Jarabo de la serie La huella del crimen (1984), la primera temporada de Hostal Royal Manzanares (1996-1997), A medias (2002), Géminis, venganza de amor (2002), Ana y los siete (2004-2005), Planta 25 (2006-2007), Bienvenidos al Lolita (2014) y Ciega a citas (2014). 
Recientemente ha aparecido en el cortometraje Alimezher (2020), y en las películas La suite nupcial (2020) de Carlos Iglesias y Amalia en el otoño (2020) de Anna Utrecht y Octavio Lasheras.

## Trayectoria

### Teatro
- Los derechos del hombre.
- Calumnia (1961), de Lillian Hellman.
- La cabeza del dragón (1962)
- El río se entró en Sevilla (1963)
- El sueño de una noche de verano (1964)[2]
- Romeo y Jeannette (1966)
- El amor del gato y del perro (1967).
- La casa de las chivas (1969).[3]
- Olvida los tambores (1970).
- La profesión de la señora Warren (1973) de George Bernard Shaw,[4]
- Las tres gracias de la casa de enfrente (1973) de Eric Schneider.[5]
- Qué absurda es la gente absurda (1974) de Alan Ayckbourn.[6]
- Historia de un caballo (1979).[7]
- El sombrero de copa (1982) de Vital Aza.[8]
- Cristóbal Colón (1982) de Alberto Miralles.
- El hotelito (1985).
- Contigo aprendí (1998).
- Bodas de sangre (1998).
- La tía de Carlos (2001).
- Todo en el jardín (2002).
- Desnudos en Central Park (2010).[9]
- Ana el once de marzo (2016)
- El festín de Babette (2017)

### Cine
- Mi otro Jon  (2023)
- Amanezca (Cortometraje), (2022)
- TID (Trastorno de Identidad Disociativa) (Cortometraje), (2021)
- Amalia en el otoño  (2020)
- Alimezher - (Cortometraje)  (2020)
- La suite nupcial - (Largometraje)  (2020)
- El pleno (Cortometraje), (2019)
- El momento que queda, (2019)
- Tercera Edad - (Cortometraje)  (2018)
- ¡Oh Mammy Blue!  (2018)
- El cómic (Cortometraje), (2018)
- Ana de día  (2016)
- Ayúdame Braulio (Cortometraje), (2016)
- Marketvita (Cortometraje), (2016)
- Todos los animales se mueren siempre (Cortometraje), (2014)
- Blockbuster  (2013)
- Clara no es nombre de mujer  (2011)
- Sólo palabras (Cortometraje), (2010)
- De capo (desde el comienzo) (Vídeo), (2010)
- Los ojos del fuego (Cortometraje), (2010)
- Pendientes del Ente (Cortometraje), (2010)
- En la memoria, (Cortometraje), (2009)
- Pretextos  (2008)
- Cambio de turno (Cortometraje), (2007)
- Protagonistas del recuerdo (Serie documental), (2006)
- El hombre que hizo cumplir la ley (Cortometraje), (2003)
- Últimas cartas de amor -(Cortometraje)  (2002)
- Sólo mía  (2001)
- El cielo abierto  (2001)
- La primera noche de mi vida  (1998)
- Feliz Navidad  (Cortometraje), (1998)
- ¡Por fin solos!  (1994)
- Extraño matrimonio  (1984)
- La familia, bien, gracias  (1979)
- El hijo es mío  (1978)
- La joven casada  (1975)
- Duerme, duerme, mi amor  (1975)
- Manolo la nuit  (1973)
- El huésped del sevillano  (1970)
- ¡Viva la aventura!  (1970)
- Gigantes y cabezudos (1969)
- Maruxa (1968)
- De cuerpo presente  (1967)
- Crónica de nueve meses  (1967)
- Cuando tú no estás (1966)
- Con el viento solano  (1966)
- El Zorro cabalga otra vez  (1966)
- Las últimas horas...  (1966)
- La familia y uno más  (1965)
- Genoveva de Brabante  (1964)
- La niña de luto  (1964)
- Los dinamiteros  (1964)
- Dulcinea del Toboso  (1964)
- Llegar a más  (1963)
- Ensayo general para la muerte  (1963)
- La becerrada  (1963)
- La gran familia  (1962)
- Vuelve San Valentín  (1962)

### Televisión
- Servir y proteger
  - Episodio 4 (27 de abril de 2017)
  - Episodio 5 (28 de abril de 2017)
  - Episodio 6 (2 de mayo de 2017)
  - Episodio 7 (3 de mayo de 2017)
- Cuéntame
  - Un milagro (2016)
- Ciega a citas (2014)
- Bienvenidos al Lolita
  - La pandilla basura (11 de febrero de 2014)
  - El último viaje a Egipto (25 de febrero de 2014)
- Ángel o demonio
  - De padres e hijos (28 de junio de 2011)
  - Inocente o culpable (5 de julio de 2011)
- Planta 25  [nota 1]
- Hay que vivir   
  -  Aprendiendo a vivir   (25 de julio de 2007)
- Al filo de la ley  
  -  Fantasmas del pasado   (30 de junio de 2005)
- Ana y los siete 
  - Las piezas empiezan a moverse (27 de septiembre de 2004)
  - Atraco en casa (4 de octubre de 2004)
  - Manuela se casa (11 de octubre de 2004)
  - Una duda insoportable (18 de octubre de 2004)
  - Pasaporte a Viena (25 de octubre de 2004)
  - Por fin..., mamá (1 de noviembre de 2004)
  - Al grano (8 de noviembre de 2004)
  - El resultado (15 de noviembre de 2004)
  - Y el padre es... (22 de noviembre de 2004)
  - La espantada (29 de noviembre de 2004)
  - Todo el mundo tiene un secreto (6 de diciembre de 2004)
  - La boda de Carmen y Nicolás (13 de diciembre de 2004)
- Géminis, venganza de amor  [nota 2]
- A medias  
  - Episodio 1 (10 de julio de 2002)
  - Episodio 2 (17 de julio de 2002)
  - Episodio 3 (24 de julio de 2002)
  - Episodio 4 (31 de julio de 2002)
  - Episodio 5 (7 de agosto de 2002)
  - Episodio 6 (7 de agosto de 2002)
  - Episodio 7 (7 de agosto de 2002)
  - Episodio 8 (14 de agosto de 2002)
  - Episodio 9 (21 de agosto de 2002)
  - Episodio 10 (28 de agosto de 2002)
- Lazos de sangre (Película de televisión), (2001)
- Paraíso  
  -  El amor está en el aire   (26 de julio de 2000)
- La familia... 30 años después (1999)
- Pasen y vean
  - Susana quiere ser decente (8 de enero de 1997)
- Hostal Royal Manzanares 
  - Amores ocultos (21 de noviembre de 1996)
  - Zafarrancho de boda (5 de diciembre de 1996)
  - Depresiones varias (19 de diciembre de 1996)
  - Día de esperanza (26 de diciembre de 1996)
  - Tal como fuimos (23 de enero de 1997)
  - Lo importante es elegir (6 de febrero de 1997)
  - Una visita muy espiritual (27 de febrero de 1997)
  - Celos (6 de marzo de 1997)
  - Sombras del pasado (13 de marzo de 1997)
  - Tango (27 de marzo de 1997)
  - Encuentros (3 de abril de 1997)
  - Aplausos (17 de abril de 1997)
  - La buenaventura (24 de abril de 1997)
  - Va de bronca (8 de mayo de 1997)
  - Petición de mano (22 de mayo de 1997)
  - Dando la cara (5 de junio de 1997)
  - Una mujer muy suelta (12 de junio de 1997)
  - Un anillo con una fecha por dentro (19 de junio de 1997)
  - Vestida de malva y tul (25 de septiembre de 1997)
  - La boda de Reme (2 de octubre de 1997)
  - Padres, madres, hijos (16 de octubre de 1997)
  - Viernes noche (23 de octubre de 1997)
  - Sí, quiero (25 de diciembre de 1997)
- La Revista
  - Las alegres cazadoras (21 de marzo de 1996)
  - Las de los ojos en blanco (4 de enero de 1996)
- Por fin solos 
  - Por fin solos (18 de abril de 1995)
  - Los que se van, sí volverán (25 de abril de 1995)
  - El mejor amigo del hombre (2 de mayo de 1995)
  - Mentes estrechas (16 de mayo de 1995)
  - Episodio 5 (23 de mayo de 1995)
  - Los tres cerditos (30 de mayo de 1995)
  - My tailor is rich (6 de junio de 1995)
  - Un largo y tranquilo puente (13 de junio de 1995)
  - Una novela rosa (27 de junio de 1995)
  - Sí quiero (4 de julio de 1995)
  - Los negocios de Nico (11 de julio de 1995)
  - El tesoro (18 de julio de 1995)
  - Psicología infantil (25 de julio de 1995)
  - Feliz aniversario (1 de agosto de 1995)
- Between the Lines
  - Close protection (16 de noviembre de 1994)
- Marielena  [nota 3]
- El obispo leproso
  - Episodio 1 (23 de noviembre de 1990)
  - Episodio 2 (30 de noviembre de 1990)
  - Episodio 3 (7 de diciembre de 1990)
  - Episodio 4 (14 de diciembre de 1990)
  - Episodio 5 (21 de diciembre de 1990)
  - Episodio 6 (28 de diciembre de 1990)
- El séptimo cielo   
  -  Apartamento 727: En el cielo no hay sexo   (27 de noviembre de 1989)
- Primera función   
  -  Vidas en blanco   (31 de agosto de 1989)
  -  El escaloncito   (21 de septiembre de 1989)
- El olivar de Atocha
  - La teoría (8 de mayo de 1989)
  - Españoles (9 de mayo de 1989)
  - A París (10 de mayo de 1989)
  - Las locuras de Julito (11 de mayo de 1989)
  - La chacha Clara (12 de mayo de 1989)
  - La historia se repite (15 de mayo de 1989)
  - Bodas de plata (17 de mayo de 1989)
  - El duende (19 de mayo de 1989)
- Lorca, muerte de un poeta  
  -  La residencia (5 de diciembre de 1987)
- La voz humana   
  -  La gallina de mi vecina, más huevos pone que la mía   (1 de abril de 1987)
- Platos rotos 
  - Las cuatro caras de Eva (2 de octubre de 1985)
  - Adivina quién duerme esta noche (9 de octubre de 1985)
  - Alguien voló sobre el nido del colibrí (16 de octubre de 1985)
  - La noche que vivimos peligrosamente (23 de octubre de 1985)
  - Julia de los espíritus (30 de octubre de 1985)
  - La mala sombra de una duda (6 de noviembre de 1985)
  - La tentación duerme al lado (13 de noviembre de 1985)
  - Que el cielo nos juzgue (27 de noviembre de 1985)
  - Carmen de Brooklyn (4 de diciembre de 1985)
  - Domicilio extraconyugal (11 de diciembre de 1985)
  - Sábado, maldito sábado (25 de diciembre de 1985)
  - Con los ojos abiertos (8 de enero de 1986)
  - Despacio, despacio (15 de enero de 1986)
- La huella del crimen
  - Jarabo (10 de mayo de 1985)
- Teatro
  - El sombrero de copa (21 de agosto de 1984)
- Un encargo original   
  -  La triple extravagancia de la Sta. Jardine   (3 de septiembre de 1983)
- Noche de teatro
  - La casa de las chivas (22 de mayo de 1978)
- Los maniáticos 
  - Hogar, dulce hogar (30 de julio de 1974)
  - Un telemelodrama (6 de agosto de 1974)
  - El maldito invitado (13 de agosto de 1974)
  - Propiedad horizontal (20 de agosto de 1974)
  - La declaración de la renta (27 de agosto de 1974)
  - Un día negro (3 de septiembre de 1974)
  - Tranquilas vacaciones (10 de septiembre de 1974)
  - Mens sana (17 de septiembre de 1974)
  - Proyectos de matrimonio (24 de septiembre de 1974)
  - Seguro de vida (1 de octubre de 1974)
  - La fiel Jacinta (8 de octubre de 1974)
  - Don Jonás y el celuloide (15 de octubre de 1974)
  - Accidente doméstico (22 de octubre de 1974)
- Ficciones   
  -  El cocodrilo   (2 de diciembre de 1971)
- A través de la niebla  
  -  El pasado del Profesor Legrand   (18 de octubre de 1971)
- Viaje alrededor de una pareja
  - Cuentos de la buena pipa (10 de febrero de 1970)
  - Elisacodélico Davisespiritualidoso (17 de febrero de 1970)
  - Perdidos en la gran ciudad (24 de febrero de 1970)
  - El matrimonio bien entendido empieza por uno mismo (3 de marzo de 1970)
  - ¿No es verdad, ángel de amor...? (10 de marzo de 1970)
  - Y los niños, niños son (17 de marzo de 1970)
  - Y no es oro todo lo que reluce (24 de marzo de 1970)
  - Punto y contrapunto (31 de marzo de 1970)
  - Odisea matrimonial (7 de abril de 1970)
  - Una de ladrones (14 de abril de 1970)
  - No estamos solos (21 de abril de 1970)
- La risa española   
  -  El puesto de antiquités de Baldomero Pagés   (27 de junio de 1969)
  -  Un drama en el quinto pino   (22 de agosto de 1969)
- Doce lecciones de felicidad conyugal 
  - Matrimonio y amistades (10 de marzo de 1969)
  - Episodio del 17 de marzo de 1969
  - Episodio del 24 de marzo de 1969
  - Episodio del 31 de marzo de 1969
  - Episodio del 7 de abril de 1969
  - Episodio del 14 de abril de 1969
  - Episodio del 21 de abril de 1969
- El premio   
  - El muchacho de las mil y una historias (21 de octubre de 1968)
  -  Unos instantes   (11 de noviembre de 1968)
- Historias de hoy   
  -  El encuentro   (14 de marzo de 1967)
- Dichoso mundo   
  -  El basilisco   (27 de febrero de 1967)
- Estudio 1  
  -  Los verdes campos del Edén  (4 de enero de 1967)
  -  El baúl de los disfraces  (8 de febrero de 1967)
  -  El pueblo veraniego   (24 de septiembre de 1968)
  -  Las bodas de Fígaro   (12 de marzo de 1971)
  -  Las flores  (30 de marzo de 1973)
  -  Me casé con un ángel   (4 de mayo de 1973)
  -  Pleito familiar   (9 de junio de 1975)  Nuria
  -  La casa de las chivas  (22 de mayo de 1978)
  -  La casa  (31 de enero de 1979)
  -  Margarita y los hombres  (1 de mayo de 1981)
  -  Vidas en blanco   (5 de febrero de 1982)
  -  Papá quiere ser libre   (31 de enero de 1983)
  -  El sombrero de copa  (21 de agosto de 1984)
- Teatro de siempre  
  -  El juego del amor y del azar   (1 de enero de 1967)
  - El rey Lear (11 de mayo de 1967)
  - Las bodas de Fígaro (26 de mayo de 1967)
  - El juego del amor y del azar (2 de junio de 1967)
  -  El sí de las niñas  (9 de junio de 1967)
  -  No hay burlas con el amor  (14 de julio de 1967)
  - ¿Quiere usted jugar con mí? (17 de noviembre de 1968)
  -  El cepillo de dientes   (12 de diciembre de 1968)
  - Tres sombreros de copa (6 de noviembre de 1969)
  -  Alberto I   (1 de octubre de 1970)
  -  Ponme, ponme, ponme   (29 de octubre de 1970)
- Pequeño estudio  
  -  La Nochebuena  (1 de diciembre de 1966)
  -  El sombrero   (1 de octubre de 1969)
- Teatro breve   
  -  La leyenda y el camino Doña Monia   (1 de enero de 1966)
- Por los caminos de España   (1966)
- Don Quijote von der Mancha
  - Episodio 1 (8 de octubre de 1965)
  - Episodio 2 (15 de octubre de 1965)
  - Episodio 3 (22 de octubre de 1965)
  - Episodio 4 (29 de octubre de 1965)
- Tras la puerta cerrada
  - El hombre y la bestia II (26 de febrero de 1965)
- Tengo un libro en las manos
  - La leyenda del reloj (29 de octubre de 1964)
  - Tres cuadros de la historia (16 de marzo de 1965)
  - Episodio emitido el 21 de julio de 1966
  -  El abencerraje y la bella Jarifa   (1 de septiembre de 1966)
- Teatro de familia
  -  Encrucijada   (30 de junio de 1964)
  -  El hombre de la carretera   (11 de agosto de 1964)
  - Don Miguel, su hija y la ilusión (25 de agosto de 1964)
  - No estamos solos (1964)
- Escuela de maridos   
  -  Un marido descontento   (9 de mayo de 1964)
  -  La mujer y la nada   (6 de junio de 1964)
- Estudio 3  
  -  Los señores de Morales   (21 de octubre de 1963)
- Novela  
  -  Juana de Castilla   (21 de octubre de 1963)
  -  Lluvia de verano   (17 de febrero de 1964)
  -  Mimí   (27 de abril de 1964)
  -  Noches blancas   (14 de diciembre de 1964)
  - La pequeña Dorrit (11 de enero de 1965)
  -  Algo inesperado   (13 de diciembre de 1965)
  -  La locura de Don Juan   (21 de febrero de 1966)
  - Gabriel de Espinosa (17 de mayo de 1966)
  -  El Caballero de la mano en el pecho   (7 de junio de 1966)
  -  El piano   (27 de marzo de 1967)
  -  La dama vestida de blanco   (25 de septiembre de 1967)
  -  El Cristo de la Vega   (15 de junio de 1970)
  - El Cristo de la Vega II (16 de junio de 1970)
  - El Cristo de la Vega III (17 de junio de 1970)
  - El Cristo de la Vega IV (18 de junio de 1970)
  - El Cristo de la Vega V (19 de junio de 1970)
  -  La pequeña Dorrit I   (28 de diciembre de 1970)
  -  Consultorio sentimental   (25 de enero de 1971)
  -  Juanita la larga   (22 de marzo de 1971)
  - Juanita la Larga II (23 de marzo de 1971)
  - Juanita la Larga III (24 de marzo de 1971)
  - Juanita la Larga IV (26 de marzo de 1971)
  - Juanita la Larga V (27 de marzo de 1971)
  -  Lejano pariente sin sombrero   (31 de enero de 1972)
- Primera fila 
  - La importancia de llamarse Ernesto (19 de abril de 1963)
  -  Arsénico y encaje antiguo  (4 de febrero de 1964)
  -  Crimen y castigo  (9 de junio de 1965)
- Gran teatro
  - La cocina de Los Ángeles (1962)
  - El rey Lear (1964)
  - El juego del amor y el azar (1964)
- Escala en hi-fi 
  - Episodio del 22 de octubre de 1961
  - Episodio del 9 de diciembre de 1961
  - Episodio del 15 de febrero de 1962
  - Episodio del 5 de marzo de 1962
  - Episodio del 21 de marzo de 1962
  - Episodio del 17 de junio de 1962
  - Episodio del 22 de octubre de 1962
  - Episodio del 9 de diciembre de 1962
  - Episodio del 15 de febrero de 1963
  - Episodio del 5 de marzo de 1963
  - Episodio del 21 de marzo de 1963

## Premios
Medallas del Círculo de Escritores Cinematográficos
| Año  | Categoría        | Película         | Resultado |
| ---- | ---------------- | ---------------- | --------- |
| 1964 | Mejor actriz     | La niña de luto  | Ganadora  |
| 2021 | Medalla de honor | Medalla de honor | Ganadora  |

- Fotogramas de Plata (1985), Mejor actriz de TV por Platos Rotos.